# 闞 (春秋)
闞（かん）は、周代の小規模な諸侯国。現在の山東省済寧市嘉祥県北に位置する。